# Chien de printemps
Chien de printemps est un roman de Patrick Modiano paru le 27 octobre 1993 aux éditions du Seuil.

## Historique
Il est dédié à l'épouse de Patrick Modiano, Dominique Zehrfuss.

## Résumé
Le narrateur évoque sa rencontre, trente ans auparavant, avec Francis Jansen, un célèbre photographe inséparable de son Rolleiflex. Dans son atelier de la rue Froidevaux, le jeune homme entreprend de classer et de répertorier les clichés de Jansen, comme s'il voulait mettre de l'ordre dans sa propre vie. À partir de ces clichés, une histoire se dessine.

## Personnages
- Le narrateur : un jeune homme qui cherche sa voie
- Francis Jansen : photographe de talent, ami de Robert Capa
- Colette Laurent : amie de Jansen, elle connut les parents du narrateur quand il était enfant
- Nicole : maîtresse de Jansen
- Le Mime Gil : mari de Nicole
- Les Meyendorff : riches amis de Jansen
- Eugène Deckers : acteur belge
- Jacques Besse : chanteur, compositeur

## Éditions
- Chien de printemps, éditions du Seuil, 1993  (ISBN 202021265X).
- Éditions Gallimard, coll. « Quarto », 2013  (ISBN 9782070139569).